# Триолан
«Триолан» — группа операторов связи, оказывающих телекоммуникационные услуги в ряде городов Украины, со штаб-квартирой в Киеве.

## История
Бренд «Триолан» появился на телекоммуникационном рынке в 2008 году в Харькове.

## Собственники и руководство
Владельцем группы компаний «Триолан» называется Алексей Липчанский, бывший начальник управления по делам прессы и информации Харьковской областной государственной администрации.
Генеральный директор ООО «Юникаст Инвест» (характеризуется в качестве головной структуры группы) — Вадим Сидоренко.

## Структура
В группу компаний, оказывающих услуги под брендом «Триолан», входят более десятка юридических лиц.
Также в группу входит ООО «Информационный центр «Линком Элит», предоставляющее услуги доступа в Интернет по технологиям Wi-Fi и WiMAX под брендом BridgeNet.

## Деятельность
Группа «Триолан» оказывает телекоммуникационные услуги (кабельное телевидение, широкополосный доступ в Интернет, IP-телефония), предоставляет в пользование системы видеонаблюдения («Triolan Дозор») и системы управления доступом в подъезды многоквартирных домов («Тriolan Сим-Сим»).
По состоянию на конец 2010 года «Триолан» являлся вторым по величине оператором кабельного телевидения на Украине (более 200 тысяч абонентов). Кроме того, на конец ІІІ квартала 2013 года «Триолан» обслуживал 237 тысяч абонентов широкополосного доступа в Интернет.
Оператор Триолан одним из первых в Украине начал предоставлять широкополосное подключение к сети интернет со скоростью до 1 ГБит/сек . 

## Критика
«Триолан» обвинялся другими кабельными операторами в демпинге и занижении числа абонентов с целью снижения платы телеканалам, а также недобросовестной конкуренции в виде повреждения оптоволоконных кабелей связи конкурентов. После обвинений «Триолан» был вынужден в несколько раз увеличить авторские отчисления телеканалу Discovery.
В сентябре 2011 года группа компаний «Триолан» была обвинена в неправомерном использовании бренда (торговой марки) «Triolan» и доменного имени triolan.ua. К ООО «Юникаст Инвест» был подан иск о запрете использования торговой марки.